# Suburban Commando
Suburban Commando es una película de comedia y ciencia ficción de 1991 que protagonizó Hulk Hogan, Christopher Lloyd y Shelley Duvall. Burt Kennedy dirigió la película basada en un guion de Franco Cappello. Fue la última película del veterano director.
La película fue originalmente pensada para Danny DeVito y Arnold Schwarzenegger. Cuando estos dos optaron por hacer Gemelos (1988), el guion fue comprado por New Line Cinema y ofrecido a la estrella de la lucha libre Hulk Hogan.

## Argumento
El guerrero interestelar Shep Ramsey (Hulk Hogan) está en una misión para capturar al General Suitor (William Ball), que ha secuestrado al Presidente Hashina, el gobernante de un planeta. Shep es incapaz de rescatar a Hashina, quién es asesinado por Suitor, un reptil.
Tras su fracaso en salvar al Presidente, el jefe de Shep le sugiere que se tome unas vacaciones. Molesto, Shep accidentalmente rompe su nave y la estrella en nuestro planeta.
Charlie Wilcox (Christopher Lloyd) es un cobarde y pusilánime arquitecto que trabaja para el hipócrita Adrian Beltz (Larry Miller). Su mujer Jenny (Shelley Duvall) le anima a que no se deje mangonear y para ayudar financieramente a la familia, alquila una habitación a Shep, que necesita un lugar para vivir mientras su nave se repara. Shep y su impresionante físico ponen a Charlie nervioso, y empieza a espiar a su huésped. Pronto descubre que Shep maneja tecnología punta, desgraciadamente estos aparatos emiten señales que son localizadas por Suitor, quien envía un par de cazarrecompensas tras Shep. Shep requiere varios cristales raros para reparar su nave espacial y Charlie le ayuda a conseguirlos y a derrotar a los cazadores.
Suitor decide intervenir personalmente y toma como rehén a la mujer de Charlie, obligando a Shep a rendirse. Suitor Empieza a torturar a Shep, disfrutando, antes de matarle. Encontrando su valor interior, Charlie hiere a Suitor, quién entonces se convierte en su forma de reptiliano. Shep activa la autodestrucción de su nave, que explota y mata al villano.
Shep puede dejar la Tierra gracias a la nave de los cazadores y Charlie, ahora un hombre valiente, le ajusta las cuentas a su jefe y se despide de su trabajo. En la escena final, Charlie usa una de las armas de Shep para destruir un desesperante semáforo y los demás automovilistas le aclaman.

## Reparto
- Hulk Hogan es Shep Ramsey.
- Christopher Lloyd es Charlie Wilcox.
- Shelley Duvall es Jenny Wilcox.
- Michael Faustino es Mark Wilcox.
- Laura Mooney es Theresa Wilcox.
- Larry Miller es Adrian Beltz.
- Dennis Burkley es Deak.
- Branscombe Richmond es Biker.
- William Ball es el General Suitor; su forma mutante es Vincent Hammond.
- Jack Elam es el Coronel Dustin "Dusty" McHowell.
- Jo Ann Dearing es Margie Tanen.
- Roy Dotrice es Zanuck.
- Tony Longo es Nudillos.
- El Undertaker es Hutch.

## Recepción
La película recibió mayoritariamente críticas negativas. Tiene una puntuación de 18% en Tomates Podridos, pero los fanes de Hulk Hogan la codician y la han convertido en un fenómeno de internet.

### Ingresos en taquilla
La película abrió con $1.9 millones. En total recaudó $8,002,361 en los Estados Unidos. Con un presupuesto de $11 millones, esta película no fue un éxito comercial.